# Lev Tahor
 (27 février 2025).
Le texte peut changer fréquemment, n’est peut-être pas à jour et peut manquer de recul. 
Le titre et la description de l'acte concerné reposent sur la qualification juridique retenue lors de la rédaction de l'article et peuvent évoluer en même temps que celle-ci.
Lev Tahor est un groupe religieux juif fondamentaliste extrémiste considérée comme secte.

## Historique
Lev Tahor, « cœur pur » en hébreu, est une secte juive fondée en Israël, en 1988 par, Shlomo Helbrans, un faux rabbin hassidique, avec une approche fondamentaliste.
Les membres de la secte pratique une forme ultraorthodoxe de judaïsme, dans lequel les femmes portent essentiellement des tuniques noires qui les recouvrent entièrement.
La secte déménage plusieurs fois, passant par les États-Unis (1990-2000), le Canada (2003-2013), le Guatemala et le Mexique, souvent pour échapper aux autorités.
En 2017, Helbrans meurt noyé au Mexique, emporté par le courant lors d’une cérémonie de purification par l'eau, laissant le contrôle à son fils Nachman, décrit comme "plus extrême".

## Affaires judiciaires

### Enlèvements
En 1994, à Brooklyn, Shlomo Helbrans est condamné à 2 ans de prison pour enlèvement d'un garçon de 13 ans. Après sa libération, il est expulsé vers Israël, puis il fuit au Canada en 2001, obtenant le statut de réfugié en 2003, malgré des controverses sur l'utilisation de fausses preuves.

### Immigration illégale
Sous enquête, en mars 2014, certains membres fuient au Guatemala, et six sont arrêtés lors d'un raid en avril 2014 au Canada. Trois sont alors expulsés vers Israël.

### Abus sexuels et physiques sur des enfants
En 2013, au Canada, 14 enfants sont placés en famille d'accueil après des enquêtes sur des allégations d'abus.
En décembre 2018, Nachman Helbrans et quatre autres leaders sont arrêtés au Mexique dans une opération conjointe d'Interpol et du FBI. L'affaire concerne des accusations d'enlèvement, d’abus sexuels, d'extorsion, d’intimidation, et de maltraitance d’enfants, entre d’autres.
En 2018, des membres de Lev Tahor prêtent allégeance à l'ayatollah Ali Khamenei et demandent l’asile à l’Iran alors qu'ils sont poursuivis aux États-Unis pour des abus sur des enfants.
En 2021, des membres ont été condamnés à New York pour enlèvement, notamment Nachman Helbrans à 12 ans de prison pour l'enlèvement d'une fille de 14 ans et d'un garçon de 12 ans.
En 2022, une descente au Mexique a conduit à l'arrestation de 26 membres pour trafic d'êtres humains et crimes sexuels graves. Un enfant de trois ans est alors remis à son père qui avait fui la secte. Mais après avoir maitrisé leurs gardes, environ 20 membres s'échappent d'un abri gouvernemental, montrant une résistance aux autorités. Les deux leaders du moment, eux, sont libérés en octobre 2022 pour manque de preuves.
Au Guatemala, le groupe Lev Tahor est sous surveillance depuis 2016 et accusé en 2024 de traite d’êtres humains « sous forme de grossesses forcées, de maltraitance d’enfants et de viols ». 40 femmes et 160 enfants victimes des principes de la secte sont alors mis sous protection,. Lors de l'opération, des ossements d'enfants sont trouvés.
En décembre 2024, Interpol émet un mandat d’arrêt à l’encontre de Jonathan Emmanuel Cardona Castillo, 23 ans et un des nouveaux leader. Il est recherché par le Guatemala pour trafic d'êtres humains, de viol et d'abus sur mineurs. Castillo est finalement retrouvé et arrêté au Salvador début janvier 2025.
En janvier 2025, au Guatemala, les autorités effectuent des tests ADN pour déterminer qui sont les parents des 160 enfants retrouvés mais les femmes de la secte résistent violemment, saccageant les locaux où elles sont hébergées.
Mi-janvier 2025, le nouveau leader de la secte, Eliezer Rompler, est arrêté au Salvador. Il est recherché par Israël, où il a été jugé en 2020, pour des faits de pédocriminalité.
Le 29 janvier, un autre leader, Yoel Alter, est arrêté au Guatemala pour maltraitance d'enfants et trafic d'êtres humains.
Début février 2025, une fillette de 6 ans est identifiée à la suite de tests ADN et rendue à sa vraie famille en Israël.
Le 25 février 2025, quatre membres sont arrêtés. Deux américains, de 27 ans et 26 ans, et un canadien de 33 ans, accusés de "maltraitance sur mineurs" et un américain de 24 ans de "traite d'êtres humains et de grossesse forcée".